# Кёк-Дёбё (Иссык-Кульская область)
Кёк-Дёбё (кирг. Көк-Дөбө) — село в Иссык-Кульском районе Иссык-Кульской области Кыргызстана. Входит в состав Ананьевский аильного округа. Код СОАТЕ — 41702 215 805 02 0.

## Население
По данным переписи 2009 года, в селе проживало 639 человек.